# Cime de Baissette
Pour les articles homonymes, voir Baissette.
La cime de Baissette est un sommet du massif du Mercantour-Argentera culminant à 2 822 mètres d'altitude. Il est situé dans le haut Boréon, entre le vallon des Erps et le vallon de Sangué. Peu fréquenté, son accès n'y est pas facile pour les randonneurs. Elle comporte quelques voies d'alpinisme tombées en désuétude, à l'exception de la goulotte Natacha, seul itinéraire d'ampleur réservé aux amateurs d'escalade glaciaire.

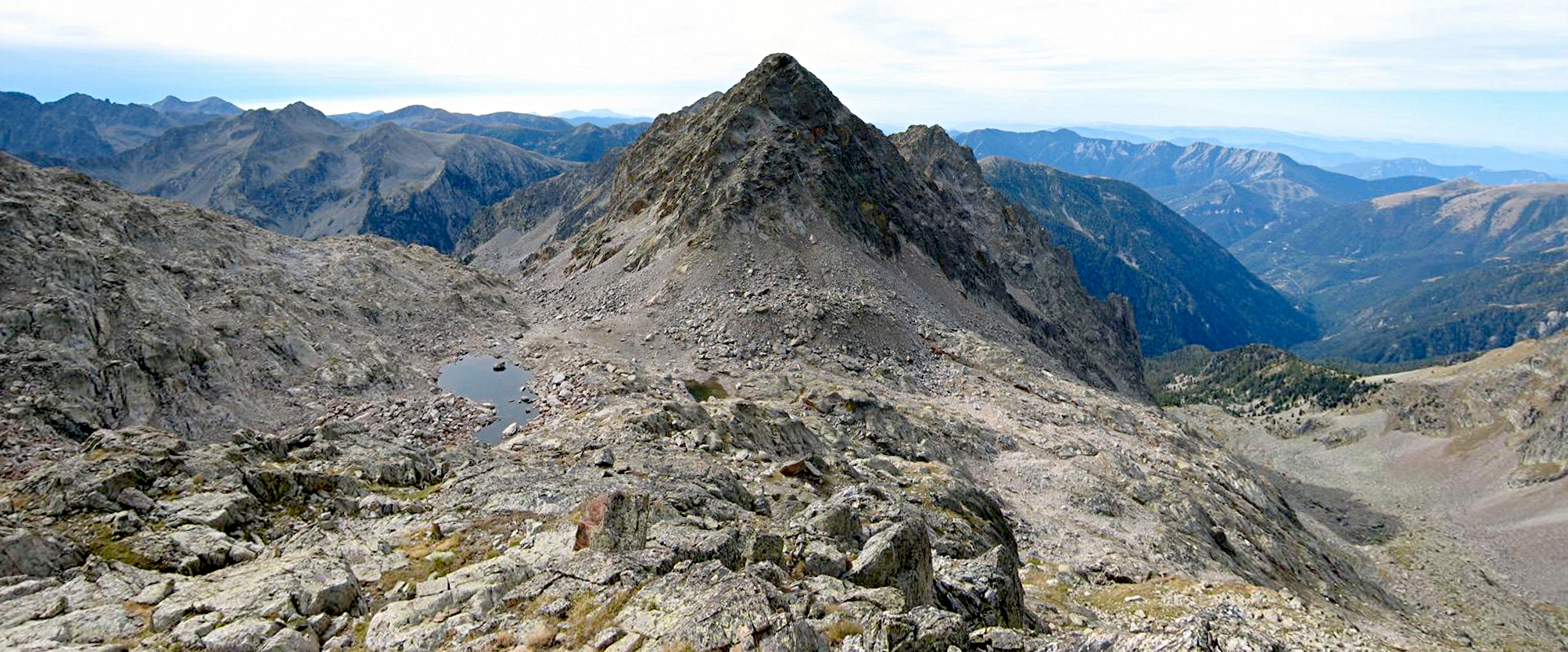
Vue de la Baisse et de la cime de Baissette.